# بايتون تالبوت
بايتون تالبوت (بالإنجليزية: Payton Talbott؛ مواليد 9 سبتمبر 1998) هو مُقاتل فنون قتالية مختلطة أمريكي.

## وصلات خارجية
- بايتون تالبوت على موقع شيردوغ (الإنجليزية)
- بايتون تالبوت على موقع Tapology.com (الإنجليزية)